# Madre Terra (racconto)
Madre Terra (Mother Earth) è un racconto di fantascienza di Isaac Asimov pubblicato per la prima volta nel 1949 sul numero di maggio della rivista Astounding Science Fiction.
Successivamente è stato incluso in varie antologie, tra cui Asimov Story (The Early Asimov) del 1972.
È stato pubblicato varie volte in italiano a partire dal 1972.
Nella storia non compaiono specifici robot, ma i robot positronici fanno parte dell'ambientazione. Con cinquanta mondi spaziali guidati dal pianeta Aurora, questo racconto traccia un collegamento tra le prime storie di robot e i romanzi come Abissi d'acciaio (The Caves of Steel) e Il sole nudo (The Naked Sun).
Il termine "Impero Galattico" compare alla fine del racconto, come possibile rimando al Ciclo dell'Impero, il cui primo romanzo, Paria dei cieli (Pebble in the Sky), è stato scritto nel 1947, l'anno prima di Madre Terra.

## Trama
La Terra si trova a uno scontro con le sue colonie, i "mondi esterni". Uno storico fa risalire il problema a un secolo e mezzo prima, quando gli abitanti del pianeta Aurora ottennero il permesso di introdurre i robot positronici nella loro vita sociale. Poi, all'incirca cinquant'anni prima dell'inizio del racconto, i Mondi Esterni stabiliscono un tetto all'immigrazione dei cittadini terrestri. Ora c'è un'alta probabilità che scoppi una guerra, e sembra che la Terra abbia sviluppato un'arma segreta dal nome in codice "Progetto Pacifico".
Anche su Aurora c'è una certa preoccupazione, ma gli Auroriani decidono che la minaccia non può essere seria. Con metodi autoritari mettono a tacere Ion Mereanu e i suoi Conservatori, che sono per aiutare la Terra, dopodiché organizzano un incontro su Hesperus con gli altri Mondi Esterni per unirsi contro la Terra. Esistono tuttavia rivalità tra Aurora e altri pianeti come Rhea e Tethys. I tre pianeti sono identici nell'essere razzisti ed esclusivisti, oltre che nella loro visione della Terra. Aurora è però il più antico dei Mondi Esterni, il più avanzato, il più potente dal punto di vista militare, mentre Rhea e Tethys attirano quelli che non riconoscono la leadership auroriana. Sennonché la Terra manda senza preavviso un messaggio di minaccia a tutti i Mondi, rendendoli in questo modo uniti.
Scoppia la guerra (più tardi definita dagli storici la "Guerra delle tre settimane") che la Terra perde rapidamente. Vengono interrotti i commerci, dato che i Mondi Esterni non hanno bisogno delle esportazioni terrestri, perlopiù agricole, e inoltre agli abitanti della Terra non è più permesso viaggiare oltre il sistema Solare. Ma questo fa parte del piano della Terra, che sarà costretta a introdurre le necessarie riforme come l'introduzione dell'uso dei robot, dell'agricoltura idroponica e del controllo della popolazione. Ma in realtà ci saranno conseguenze anche per i Mondi Esterni, che si indeboliranno e si divideranno, perché i loro mondi sono biologicamente inadatti ad ospitare culture umane nel lungo periodo. Ma soprattutto, il periodo di ricostruzione e rivitalizzazione della Terra getterà le basi per permettere una seconda espansione terrestre nella galassia, basata su una Terra molto più forte e moderna, e sulla diversità piuttosto che sull'uniformità e sul razzismo. In questo modo, ci saranno i presupposti per creare un impero non solo terrestre, ma galattico.